# Andrej Danko
Andrej Danko, född 12 augusti 1974 i Revúca, Slovakien, är en slovakisk advokat och politiker. Han är slovakiska parlamentets talman och ordförande för Slovakiska nationalistpartiet.